# Список выходов в открытый космос с 251-го по 300-й (2006—2008 годы)
Предыдущие выходы в открытый космос: Список выходов в открытый космос с 201-го по 250-й (2001—2006 годы)
Последующие выходы в открытый космос: Список выходов в открытый космос с 301-го по 350-й (2008—2011 годы)

## Главные события
- Первый выход в открытый космос представителя Швеции — 12 декабря 2006
- Первый выход в открытый космос китайского тайконавта — 27 сентября 2008.

| №    | Полёт                                               | Участники, скафандры                                            | Начало (UTC)           | Окончание (UTC)        | Длительность, критерий | Комментарий |
| ---- | --------------------------------------------------- | --------------------------------------------------------------- | ---------------------- | ---------------------- | ---------------------- | --- |
| 251. | STS-121 / МКС ВКД-3 (из модуля «Квест» МКС)         | Пирс Селлерс EMU № 3006 Майкл Фоссум EMU № 3015                 | 12 июля 2006 11:20     | 12 июля 2006 18:31     | 7 ч 11 мин             | Съёмка инфракрасной камерой RCC-панелей передних кромок левого и правого крыльев шаттла, демонстрация способа ремонта поврежденных образцов RCC-панелей, монтаж узла захвата FGB на аммиачный бак на секции S1 |
| 252. | МКС Экспедиция МКС-13 ВКД-2 (из модуля «Квест» МКС) | Джеффри Уилльямс EMU № 3008 Томас Райтер EMU № 3015             | 3 августа 2006 14:04   | 3 августа 2006 19:58   | 5 ч 54 мин             | Установка блока измерения плавающего потенциала FPMU и контроллера привода узла вращения RJMC и замена мультиплексора-демультиплексора MDM на секции S1, монтаж двух контейнеров эксперимента MISSE-3/4 на модуле «Квест», съёмка инфракрасной камерой повреждённых образцов RCC-панелей шаттла, демонтаж антенны GPS-2 на секции S0, установка безмоментного клапана NPV на модуле «Дестини» |
| 253. | STS-115 / МКС ВКД-1 (из модуля «Квест» МКС)         | Джозеф Таннер EMU № 3004 Хайдемари Стефанишин-Пайпер EMU № 3017 | 12 сентября 2006 09:17 | 12 сентября 2006 15:43 | 6 ч 26 мин             | Стыковка кабелей питания и управления между секциями P1 и P3, подготовка к раскрытию солнечных батарей на секции P4, подготовка левого узла вращения SARJ между секциями P3 и P4 |
| 254. | STS-115 / МКС ВКД-2 (из модуля «Квест» МКС)         | Дэниел Бёрбэнк EMU № 3008 Стивен МакЛейн EMU № 3006             | 13 сентября 2006 09:05 | 13 сентября 2006 16:16 | 7 ч 11 мин             | Подготовка левого узла вращения SARJ между секциями P3 и P4, расчистка пути для передвижения мобильного транспортера по секции P3 |
| 255. | STS-115 / МКС ВКД-3 (из модуля «Квест» МКС)         | Джозеф Таннер EMU № 3004 Хайдемари Стефанишин-Пайпер EMU № 3017 | 15 сентября 2006 10:00 | 15 сентября 2006 16:42 | 6 ч 42 мин             | Демонтаж контейнера PEC-5 эксперимента MISSE и установка стопоров на болты приводов BGA на секции P6, подготовка к раскрытию радиатора на секции P4, замена сигнального процессора, транспордера и антенны S-диапазона на секции S1, съёмка инфракрасной камерой RCC-панелей передней кромки правого крыла шаттла                                                                             |
| 256. | МКС Экспедиция МКС-14 ВКД-1 (из модуля «Пирс»)      | Михаил Тюрин Орлан-М № 27 Майкл Лопес-Алегриа Орлан-М № 25      | 23 ноября 2006 00:17   | 23 ноября 2006 05:55   | 5 ч 38 мин             | Проведение коммерческого эксперимента «Гольф» на МКС, неудачные попытки перевода антенны 2АО-ВКА корабля «Прогресс М-58» в закрытое положение, перенос антенны межбортовой радиолинии WAL-2, монтаж детекторного блока БТН |
| 257. | STS-116 / МКС ВКД-1 (из модуля «Квест» МКС)         | Роберт Кербим EMU № 3003 Кристер Фуглесанг EMU № 3018           | 12 декабря 2006 20:31  | 13 декабря 2006 03:07  | 6 ч 36 мин             | Первый выход в открытый космос гражданина Швеции. Обеспечение присоединения секции P5 к P4, перемещение узла захвата радиатора PVRGF, стыковка кабелей питания и управления между секциями P5 и P4, замена камеры ETVCG на секции S1, открытие замка CLA на секции P5 |
| 258. | STS-116 / МКС ВКД-2 (из модуля «Квест» МКС)         | Роберт Кербим EMU № 3003 Кристер Фуглесанг EMU № 3018           | 14 декабря 2006 19:41  | 15 декабря 2006 00:41  | 5 ч 00 мин             | Переконфигурация каналов 2 и 3 системы электропитания EPS американского сегмента МКС, перенос двух тележек CETA, установка защитного покрытия на датчики силы/момента FMS на концевых захватах-эффекторах LEE манипулятора SSRMS |
| 259. | STS-116 / МКС ВКД-3 (из модуля «Квест» МКС)         | Роберт Кербим EMU № 3003 Сунита Уильямс EMU № 3018              | 16 декабря 2006 19:25  | 17 декабря 2006 02:56  | 7 ч 31 мин             | Переконфигурация каналов 1 и 4 системы электропитания EPS американского сегмента МКС, монтаж узла захвата AGB на поворотную муфту FHRC на платформе ESP-2, временная установка адаптера с 17-ю дополнительными противоосколочными панелями на гермоадаптере PMA-3, помощь в складывании солнечной батареи 4B на секции P6                                                                     |
| 260. | STS-116 / МКС ВКД-4 (из модуля «Квест» МКС)         | Роберт Кербим EMU № 3003 Кристер Фуглесанг EMU № 3015           | 18 декабря 2006 19:00  | 19 декабря 2006 01:38  | 6 ч 38 мин             | Содействие в полном закрытии солнечной батареи 4B на секции P6 |
|      |                                                     |                                                                 |                        |                        |                        | |
| 261. | МКС Экспедиция МКС-14 ВКД-2 (из модуля «Квест»)     | Майкл Лопес-Алегриа EMU № 3008 Сунита Уильямс EMU № 3018        | 31 января 2007 15:14   | 31 января 2007 23:09   | 7 ч 55 мин             | Переконфигурация контура A системы терморегулирования модуля «Дестини», обеспечение складывания правого радиатора на секции P6, прокладка кабелей системы SSPTS |
| 262. | МКС Экспедиция МКС-14 ВКД-3 (из модуля «Квест»)     | Майкл Лопес-Алегриа EMU № 3008 Сунита Уильямс EMU № 3018        | 4 февраля 2007 13:38   | 4 февраля 2007 20:49   | 7 ч 11 мин             | Переконфигурация контура B системы терморегулирования модуля «Дестини», обеспечение закрытия заднего радиатора на секции P6, демонтаж солнцезащитного экрана с компьютера MDM |
| 263. | МКС Экспедиция МКС-14 ВКД-4 (из модуля «Квест»)     | Майкл Лопес-Алегриа EMU № 3008 Сунита Уильямс EMU № 3018        | 8 февраля 2007 13:26   | 8 февраля 2007 20:06   | 6 ч 40 мин             | Выбрасывание теплозащитных экранов секции P3, развёртывание верхней системы крепления негерметичной грузовой платформы UCCAS на секции P3, снятие стартовых замков системы присоединения RTAS на секции P5, подключение кабелей системы SSPTS |
| 264. | МКС Экспедиция МКС-14 ВКД-5 (из модуля «Пирс»)      | Михаил Тюрин Орлан-М № 27 Майкл Лопес-Алегриа Орлан-М № 25      | 22 февраля 2007 10:27  | 22 февраля 2007 16:45  | 6 ч 18 мин             | Освобождение и отведение антенны 2АО-ВКА корабля «Прогресс М-58», замена съёмной кассеты-контейнера СКК № 5-СМ на СКК № 9-СМ на модуле «Звезда», подключение детекторного блока БТН |
| 265. | МКС Экспедиция МКС-15 ВКД-1 (из модуля «Пирс»)      | Фёдор Юрчихин Орлан-М № 25 Олег Котов Орлан-М № 26              | 30 мая 2007 19:05      | 31 мая 2007 00:30      | 5 ч 25 мин             | Перенос 17 дополнительных противоосколочных панелей с помощью грузовой стрелы ГСтМ-2 с гермоадаптера PMA-3 на модуль «Звезда» и монтаж на нем пяти панелей, прокладка и подключение нового высокочастотного кабеля для восстановления функционирования аппаратуры спутниковой навигации на МКС                                                                                                |
| 266. | МКС Экспедиция МКС-15 ВКД-2 (из модуля «Пирс»)      | Фёдор Юрчихин Орлан-М № 25 Олег Котов Орлан-М № 26              | 6 июня 2007 14:23      | 6 июня 2007 20:01      | 5 ч 38 мин             | Установка оборудования «Биориск-МСН» на модуле «Пирс», прокладка и подключение кабеля станционной локальной сети ISL на модуле «Заря», монтаж 12 дополнительных противоосколочных панелей на модуле «Звезда» |
| 267. | STS-117 / МКС ВКД-1 (из модуля «Квест» МКС)         | Джеймс Райли EMU № 3010 Джон Оливас EMU № 3004                  | 11 июня 2007 20:02     | 12 июня 2007 02:17     | 6 ч 15 мин             | Стыковка кабелей питания и управления между секциями S1 и S3, подготовка к раскрытию солнечных батарей и радиатора на секции S4, монтаж блока двигателей-фиксаторов DLA-2 на правом узле вращения SARJ между секциями S3 и S4 |
| 268. | STS-117 / МКС ВКД-2 (из модуля «Квест» МКС)         | Патрик Форрестер EMU № 3018 Стивен Свонсон EMU № 3006           | 13 июня 2007 18:28     | 14 июня 2007 01:44     | 7 ч 16 мин             | Помощь в частичном складывании солнечной батареи 2B на секции P6, установка блока двигателей-фиксаторов DLA-1 на правом узле вращения SARJ между секциями S3 и S4 |
| 269. | STS-117 / МКС ВКД-3 (из модуля «Квест» МКС)         | Джеймс Райли EMU № 3010 Джон Оливас EMU № 3004                  | 15 июня 2007 17:24     | 16 июня 2007 01:22     | 7 ч 58 мин             | Закрепление торчащего куска теплозащитного одеяла на левой гондоле системы орбитального маневрирования OMS шаттла, замена клапана сброса воды на клапан удаления водорода на модуле «Дестини», содействие в полном закрытии солнечной батареи 2B на секции P6 |
| 270. | STS-117 / МКС ВКД-4 (из модуля «Квест» МКС)         | Патрик Форрестер EMU № 3018 Стивен Свонсон EMU № 3006           | 17 июня 2007 16:25     | 17 июня 2007 22:54     | 6 ч 29 мин             | Монтаж стойки на секции S3, снятие стопоров на правом узле SARJ между секциями S3 и S4, прокладка и подключение кабеля станционной локальной сети ISL на модуле «Дестини» и гермоадаптере PMA-1, открытие клапана удаления водорода на модуле «Дестини» |
| 271. | МКС Экспедиция МКС-15 ВКД-3 (из модуля «Квест»)     | Клейтон Андерсон EMU № 3008 Фёдор Юрчихин EMU № 3006            | 23 июля 2007 10:24     | 23 июля 2007 18:05     | 7 ч 41 мин             | Переконфигурация питания блока антенн S-диапазона SASA на секции Z1, замена модуля дистанционных контроллеров питания RPCM на секции S0, демонтаж и выбрасывание держателя стоек VSSA FSE и бака с аммиаком EAS, очистка нижнего механизма пристыковки CBM модуля «Юнити», снятие антенны GPS-4 с секции S0                                                                                   |
| 272. | STS-118 / МКС ВКД-1 (из модуля «Квест» МКС)         | Ричард Мастраккио EMU № 3015 Дэвид Уилльямс EMU № 3017          | 11 августа 2007 16:28  | 11 августа 2007 22:45  | 6 ч 17 мин             | Обеспечение присоединения секции S5 к S4, перемещение узла захвата радиатора PVRGF, стыковка кабелей питания и управления между секциями S5 и S4, закрепление переднего радиатора на секции P6 после его закрытия |
| 273. | STS-118 / МКС ВКД-2 (из модуля «Квест» МКС)         | Ричард Мастраккио EMU № 3015 Дэвид Уилльямс EMU № 3017          | 13 августа 2007 15:32  | 13 августа 2007 22:00  | 6 ч 28 мин             | Замена гиродина CMG-3 на секции Z1 с установкой старого CMG-3 на платформе ESP-2 |
| 274. | STS-118 / МКС ВКД-3 (из модуля «Квест» МКС)         | Ричард Мастраккио EMU № 3015 Клейтон Андерсон EMU № 3008        | 15 августа 2007 14:37  | 15 августа 2007 20:05  | 5 ч 28 мин             | Перемещение антенны S-диапазона с секции P6 на P1, монтаж сигнального процессора и транспордера на секции P1, перенос двух тележек CETA, снятие транспордера с секции P6 |
| 275. | STS-118 / МКС ВКД-4 (из модуля «Квест» МКС)         | Дэвид Уилльямс EMU № 3017 Клейтон Андерсон EMU № 3008           | 18 августа 2007 13:17  | 18 августа 2007 18:19  | 5 ч 2 мин              | Установка двух держателей для штанги OBSS на секции S1, подтягивание болтов антенны S-диапазона на секции Z1, демонтаж двух контейнеров эксперимента MISSE-3/4 с модуля «Квест», монтаж антенн беспроводной измерительной системы EWIS на модуле «Дестини» |
| 276. | STS-120 / МКС ВКД-1 (из модуля «Квест» МКС)         | Скотт Паразински EMU № 3004 Даглас Уилок EMU № 3003             | 26 октября 2007 10:02  | 26 октября 2007 16:16  | 6 ч 14 мин             | Перенос блока антенн S-диапазона с секции Z1 в грузовой отсек шаттла, подготовка модуля «Гармония» к пристыковке к МКС, отсоединение аммиачных магистралей между секциями Z1 и P6, установка теплозащитного кожуха на задний радиатор на секции P6 |
| 277. | STS-120 / МКС ВКД-2 (из модуля «Квест» МКС)         | Скотт Паразински EMU № 3004 Дэниел Тани EMU № 3018              | 28 октября 2007 09:32  | 28 октября 2007 16:05  | 6 ч 33 мин             | Отстыковка кабелей питания и управления между секциями Z1 и P6, обеспечение отсоединения секции P6 от Z1, осмотр правого узла вращения SARJ между секциями S3 и S4, переконфигурация пиромеханизма раскрытия радиаторов на секции S1 |
| 278. | STS-120 / МКС ВКД-3 (из модуля «Квест» МКС)         | Скотт Паразински EMU № 3004 Даглас Уилок EMU № 3003             | 30 октября 2007 08:45  | 30 октября 2007 15:53  | 7 ч 8 мин              | Обеспечение присоединения секции P6 к P5 и стыковка кабелей питания и управления между ними, подготовка переднего радиатора на секции P6 к развёртыванию, переконфигурация пиромеханизма раскрытия радиаторов на секциях S1 и P1, осмотр левого узла вращения SARJ между секциями P3 и P4, перенос блока коммутации электропитания MBSU из грузового отсека шаттла на платформу ESP-2         |
| 279. | STS-120 / МКС ВКД-4 (из модуля «Квест» МКС)         | Скотт Паразински EMU № 3006 Даглас Уилок EMU № 3003             | 3 ноября 2007 10:03    | 3 ноября 2007 17:22    | 7 ч 19 мин             | Отрезание запутавшегося направляющего троса и установка стяжек-стабилизаторов в месте повреждения солнечной батареи 4B на секции P6 для обеспечения её дораскрытия |
| 280. | МКС Экспедиция МКС-16 ВКД-1 (из модуля «Квест»)     | Пегги Уитсон EMU № 3018 Юрий Маленченко EMU № 3006              | 9 ноября 2007 09:54    | 9 ноября 2007 16:49    | 6 ч 55 мин             | Подготовка гермоадаптера PMA-2 и модуля «Гармония» к переносам на штатные места, замена модуля дистанционных контроллеров питания RPCM на секции S0 |
| 281. | МКС Экспедиция МКС-16 ВКД-2 (из модуля «Квест»)     | Пегги Уитсон EMU № 3018 Дэниел Тани EMU № 3006                  | 20 ноября 2007 10:10   | 20 ноября 2007 17:26   | 7 ч 16 мин             | Подключение аммиачных магистралей контура A внешней системы терморегулирования и кабелей электропитания модуля «Гармония» |
| 282. | МКС Экспедиция МКС-16 ВКД-3 (из модуля «Квест»)     | Пегги Уитсон EMU № 3018 Дэниел Тани EMU № 3006                  | 24 ноября 2007 09:50   | 24 ноября 2007 16:54   | 7 ч 4 мин              | Подключение аммиачных магистралей контура B внешней системы терморегулирования модуля «Гармония», инспекция правого узла вращения SARJ между секциями S3 и S4 |
| 283. | МКС Экспедиция МКС-16 ВКД-4 (из модуля «Квест»)     | Пегги Уитсон EMU № 3018 Дэниел Тани EMU № 3006                  | 18 декабря 2007 09:50  | 18 декабря 2007 16:46  | 6 ч 56 мин             | Инспекция узла вращения BGA солнечной батареи 1A на секции S4 и правого узла вращения SARJ между секциями S3 и S4 |
|      |                                                     |                                                                 |                        |                        |                        | |
| 284. | МКС Экспедиция МКС-16 ВКД-5 (из модуля «Квест»)     | Пегги Уитсон EMU № 3018 Дэниел Тани EMU № 3006                  | 30 января 2008 09:56   | 30 января 2008 17:06   | 7 ч 10 мин             | Замена модуля BMRRM узла вращения BGA солнечной батареи 1A на секции S4 и инспекция правого узла вращения SARJ между секциями S3 и S4 |
| 285. | STS-122 / МКС ВКД-1 (из модуля «Квест» МКС)         | Рекс Уолхайм EMU № 3017 Стэнли Лав EMU № 3018                   | 11 февраля 2008 14:13  | 11 февраля 2008 22:11  | 7 ч 58 мин             | Подготовка модуля «Коламбус» к пристыковке к МКС |
| 286. | STS-122 / МКС ВКД-2 (из модуля «Квест» МКС)         | Рекс Уолхайм EMU № 3017 Ханс Шлегель EMU № 3015                 | 13 февраля 2008 14:27  | 13 февраля 2008 21:12  | 6 ч 45 мин             | Замена бака с азотом NTA на секции P1 |
| 287. | STS-122 / МКС ВКД-3 (из модуля «Квест» МКС)         | Рекс Уолхайм EMU № 3017 Стэнли Лав EMU № 3018                   | 15 февраля 2008 13:07  | 15 февраля 2008 20:32  | 7 ч 25 мин             | Монтаж научного оборудования SOLAR и EuTEF на модуле «Коламбус», перенос неисправного гиродина CMG-3 с платформы ESP-2 в грузовой отсек шаттла |
| 288. | STS-123 / МКС ВКД-1 (из модуля «Квест» МКС)         | Ричард Линнехан EMU № 3004 Гарретт Райзман EMU № 3006           | 14 марта 2008 01:18    | 14 марта 2008 08:19    | 7 ч 1 мин              | Подготовка секции JEM ELM-PS к пристыковке к МКС, начало сборки манипулятора «Декстр» |
| 289. | STS-123 / МКС ВКД-2 (из модуля «Квест» МКС)         | Ричард Линнехан EMU № 3004 Майкл Форман EMU № 3003              | 15 марта 2008 23:49    | 16 марта 2008 06:57    | 7 ч 8 мин              | Продолжение сборки манипулятора «Декстр» |
| 290. | STS-123 / МКС ВКД-3 (из модуля «Квест» МКС)         | Ричард Линнехан EMU № 3004 Роберт Бенкен EMU № 3008             | 17 марта 2008 22:51    | 18 марта 2008 05:44    | 6 ч 53 мин             | Окончание сборки манипулятора «Декстр» на МКС, установка запасного сустава для манипулятора SSRMS и блоков коммутации постоянного тока DCSU на платформе ESP-2 |
| 291. | STS-123 / МКС ВКД-4 (из модуля «Квест» МКС)         | Роберт Бенкен EMU № 3003 Майкл Форман EMU № 3008                | 20 марта 2008 22:04    | 21 марта 2008 04:28    | 6 ч 24 мин             | Замена модуля дистанционных контроллеров питания RPCM на секции S0, проведение эксперимента DTO-848 |
| 292. | STS-123 / МКС ВКД-5 (из модуля «Квест» МКС)         | Роберт Бенкен EMU № 3003 Майкл Форман EMU № 3008                | 22 марта 2008 20:34    | 23 марта 2008 02:36    | 6 ч 2 мин              | Монтаж штанги OBSS на секции S1, установка двух контейнеров эксперимента MISSE-6 на модуле «Коламбус» |
| 293. | STS-124 / МКС ВКД-1 (из модуля «Квест» МКС)         | Майкл Фоссум EMU № 3015 Рональд Гаран EMU № 3017                | 3 июня 2008 16:22      | 3 июня 2008 23:10      | 6 ч 48 мин             | Демонтаж штанги OBSS с секции S1, подготовка модуля JEM PM к пристыковке к МКС, инспекция правого узла вращения SARJ между секциями S3 и S4 |
| 294. | STS-124 / МКС ВКД-2 (из модуля «Квест» МКС)         | Майкл Фоссум EMU № 3015 Рональд Гаран EMU № 3017                | 5 июня 2008 15:04      | 5 июня 2008 22:15      | 7 ч 11 мин             | Монтаж двух камер JTVE на модуле JEM PM, подготовка манипулятора JEM RMS, подготовка модуля JEM PM к переносу на него секции JEM ELM-PS, демонтаж камеры ETVCG с секции P1, инспекция левого узла вращения SARJ между секциями P3 и P4 |
| 295. | STS-124 / МКС ВКД-3 (из модуля «Квест» МКС)         | Майкл Фоссум EMU № 3015 Рональд Гаран EMU № 3017                | 8 июня 2008 13:55      | 8 июня 2008 20:28      | 6 ч 33 мин             | Замена бака с азотом NTA на секции S1, установка камеры ETVCG на секции P1, подготовка манипулятора JEM RMS |
| 296. | МКС Экспедиция МКС-17 ВКД-1 (из модуля «Пирс»)      | Сергей Волков Орлан-М № 27 Олег Кононенко Орлан-М № 26          | 10 июля 2008 18:48     | 11 июля 2008 01:06     | 6 ч 18 мин             | Ремонт корабля «Союз ТМА-12» путём механической расстыковки одного из пяти замков, соединяющих спускаемый аппарат и приборно-агрегатный отсек |
| 297. | МКС Экспедиция МКС-17 ВКД-2 (из модуля «Пирс»)      | Сергей Волков Орлан-М № 27 Олег Кононенко Орлан-М № 26          | 15 июля 2008 17:08     | 15 июля 2008 23:02     | 5 ч 54 мин             | Установка стыковочной мишени на переходном отсеке модуля «Звезда» и её фотографирование с использованием грузовой стрелы ГСтМ-1, монтаж спектрометра-телескопа «Всплеск» на МКС, снятие первого контейнера оборудования «Биориск-МСН» |
| 298. | Шэньчжоу-7                                          | Чжай Чжиган Фэйтянь Лю Бомин (по пояс) Орлан-М № 42             | 27 сентября 2008 08:39 | 27 сентября 2008 09:00 | 21 мин                 | Первый выход в открытый космос китайского тайконавта |
| 299. | STS-126 / МКС ВКД-1 (из модуля «Квест» МКС)         | Хайдемари Стефанишин-Пайпер EMU № 3005 Стивен Боуэн EMU № 3003  | 18 ноября 2008 18:09   | 19 ноября 2008 01:01   | 6 ч 52 мин             | Перенос бака с азотом NTA с платформы ESP-3 в грузовой отсек шаттла, перенос поворотной муфты FHRC с шаттла на ESP-3, начало ремонта правого узла вращения SARJ между секциями S3 и S4 |
| 300. | STS-126 / МКС ВКД-2 (из модуля «Квест» МКС)         | Хайдемари Стефанишин-Пайпер EMU № 3005 Шейн Кимбро EMU № 3018   | 20 ноября 2008 17:58   | 21 ноября 2008 00:43   | 6 ч 45 мин             | Перестановка двух тележек CETA на МКС, обслуживание концевого захвата-эффектора A манипулятора SSRMS, продолжение ремонта правого узла вращения SARJ между секциями S3 и S4 |